# Милерова девојка
Милерова девојка (енгл. Miller's Girl) амерички је еротски трилер из 2024. у режији и по сценарију Џејд Холи Бартлет. Џена Ортега тумачи ученицу а Мартин Фриман професора, који након задатка креативног писања ступају у компликовану везу.
Премијера је приказана 11. јануара 2024. на Међународном филмском фестивалу у Палм Спрингсу. Приказивање у биоскопима започело је 26. јануара 2024. у Сједињеним Америчким Државама, односно 25. јануара исте године у Србији. Добио је помешане рецензије критичара.

## Радња
Талентована млада средњошколка (Џена Ортега) креће у креативну одисеју када јој професор (Мартин Фриман) задаје пројекат који их обоје уплеће у сложену везу. Док се линије бришу и њихови животи преплићу, професор и његова штићеница морају се суочити са својим најмрачнијим тајнама док покушавају да сачувају ствари које им највише значе у животу.

## Улоге
| Глумац           | Улога                |
| ---------------- | -------------------- |
| Мартин Фриман    | Џонатан Алберт Милер |
| Џена Ортега      | Кајро Свит           |
| Башир Салахудин  | Борис Филмор         |
| Гидеон Адлон     | Вини Блек            |
| Дагмара Домињчик | Беатрис Џун Харкер   |
| Кристина Адамс   | Џојс Мејнор          |